# Pteronemobius ambiguus
Pteronemobius ambiguus is een rechtvleugelig insect uit de familie krekels (Gryllidae). De wetenschappelijke naam van deze soort is voor het eerst geldig gepubliceerd in 1936 door Shiraki.